# Элитар-Сигма
Элитар-Сигма — российский сверхлёгкий самолёт компании Самара ВВВ-Авиа традиционной схемы с единственным двигателем, двуместный (в бок о бок конфигурации).
Дизайн Сигмы, тогда известной как Сигма-4, разрабатывался в 1991 в бюро дизайна Сигма, (позже бюро Альбатрос). В 2003-м проект был продан в Элитар, предприятие созданное в 1997 году.
Производство восьмого и более поздних самолетов было реализовано на фабрике ВВВ-Авиа (Самара).
Самолет разработан в соответствии с европейскими требованиями к легким самолетам JAR-VLA и прошёл все необходимые требования по сертификации Федеральным управлением гражданской авиации США (Federal Aviation Administration, FAA).

## Конструктивные особенности

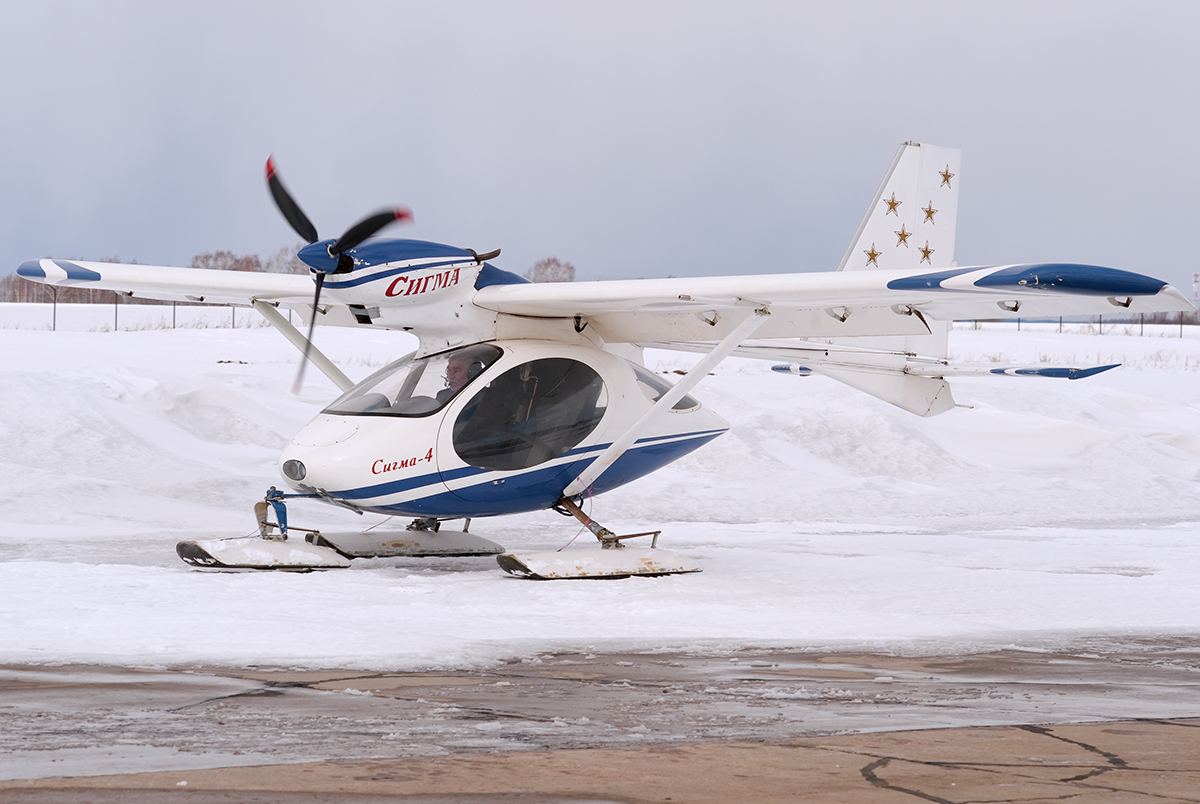
Самолёт Сигма-4 зимой

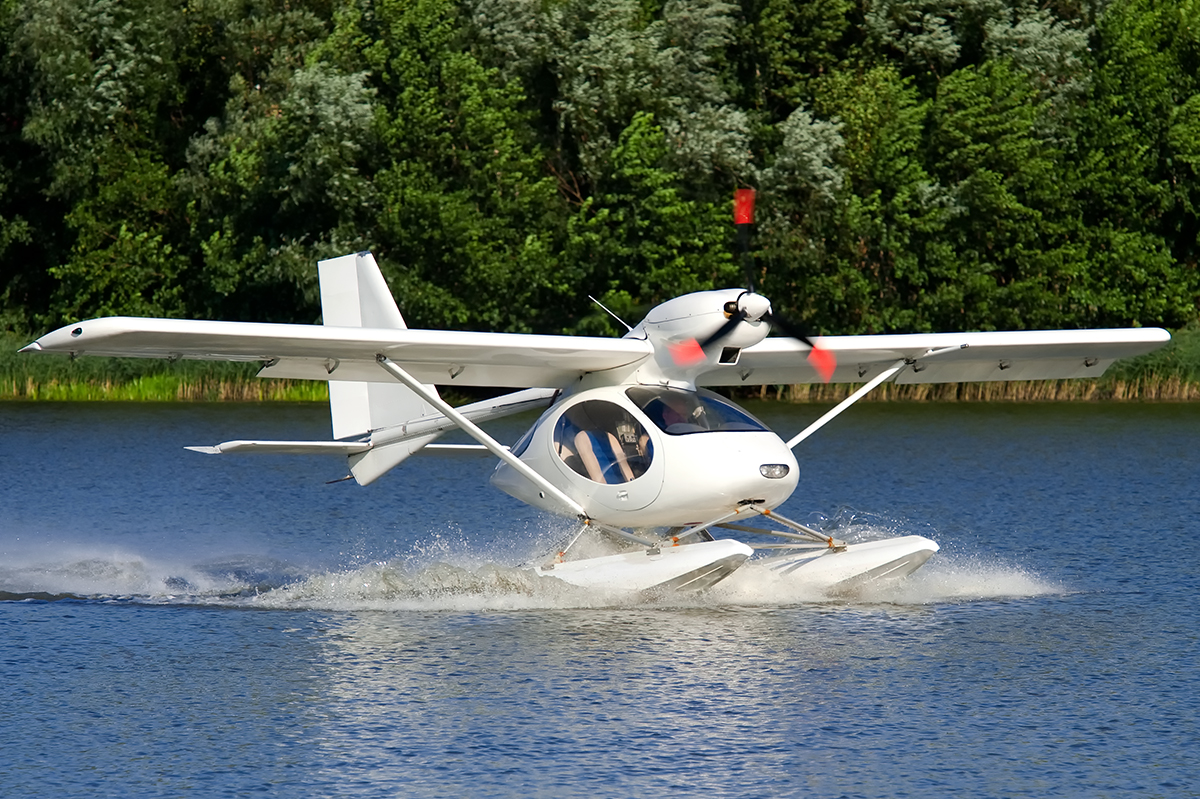
Самолёт Сигма-4 на воде

Самолёт представляет собой подкосный высокоплан нормальной схемы с передним верхним расположением силовой установки. Конструктивной особенностью самолёта является отсутствие фюзеляжа в обычном понимании этого слова. Основными силовыми элементами самолета является верхняя и нижняя балки, скреплённые между собой центральным пилоном и передним подкосом. К верхней балке крепятся консоли крыла, хвостовое оперение, двигатель и кабина. К нижней балке крепятся органы управления самолётом и двигателем, сиденья пилотов и топливный бак.

## Технические характеристики
Габаритные размеры
- Размах: 9.8 м
- Длина: 5.96 м
- Высота: 2.92 м

Кабина экипажа
- Длина: 4.84 м
- Ширина: 1.22 м
- Высота: 1.25 м
- Количество мест: 2 чел.

Воздушная скорость
- Максимально допустимая эксплуатационная скорость полета: 200 км/ч
- Максимальная крейсерская скорость: 180 км/ч
- Максимальная маневренная скорость: 170 км/ч

Скорость сваливания
- Посадочная конфигурация: 70 км/ч
- Взлетная конфигурация: 75 км/ч
- Крейсерская конфигурация: 80 км/ч

Предельно допустимая скорость ветра и минимум погоды
- Встречный ветер при взлете и посадке: 10 м/с
- Попутный ветер при взлете и посадке: 5 м/c
- Боковая составляющая скорость ветра: 6 м/с
- Высота нижней границы облачности: не менее 150 м
- Горизонтальная видимость: не менее 3000 м

Двигатель
- Изготовитель двигателя: BOMBARDIER-ROTAX (Австрия)
- Тип двигателя: четырёхтактный четырёхцилиндровый с оппозитным расположением цилиндров
- Марка двигателя: ROTAX-912ULS
- Охлаждение: комбинированное жидкостно-воздушное
- Мощность двигателя, л. с. (кВт)
  - максимальная взлётная: 100 (73,9) при оборотах КВ 5800 об/мин
  - номинальная: 93 (69) при оборотах КВ 5500 об/мин
  - крейсерского режима полёта: 68,5 (51) при оборотах КВ 5000 об/мин

Ограничения
- Максимальный взлётный вес: 600 кг
- Максимальный посадочный вес: 600 кг
- Максимальная полезная нагрузка: 216,5 кг
- Максимальный вес снаряженного самолёта: 383,5 кг
- Топливо: бензин АИ-95, 98
- Ёмкость топливного бака: 63 л
- Топливные баки крыльевые: 96 л
- Длина разбега: 70 м
- Дальность полёта: 600 км
- Дальность полёта (с крыльевыми топливными баками): 850 км